# Jordan Hasay
Jordan Hasay (ur. 21 września 1991) – amerykańska lekkoatletka specjalizująca się w biegach średnich i długich.
W 2007 zdobyła złoto w biegu na 1500 metrów podczas mistrzostw świata juniorów młodszych. Dwukrotnie (2008 i 2010) zajmowała 4. miejsce na juniorskich mistrzostwach świata. W 2009 sięgnęła po złoto mistrzostw panamerykańskich juniorów w Port-of-Spain. Młodzieżowa mistrzyni NACAC z Irapuato (2012). W 2013 zajęła 12. miejsce w biegu na 10 000 metrów podczas mistrzostw świata w Moskwie.
Medalistka mistrzostw Stanów Zjednoczonych. Stawała na podium mistrzostw NCAA.

## Osiągnięcia
| Rok  | Impreza                               | Konkurencja   | Miejsce               | Lokata      | Wynik (s) |
| ---- | ------------------------------------- | ------------- | --------------------- | ----------- | --------- |
| 2007 | Mistrzostwa świata juniorów młodszych | Ostrawa       | bieg na 1500 metrów   | 2. miejsce  | 4:17,24   |
| 2008 | Mistrzostwa świata juniorów           | Bydgoszcz     | bieg na 1500 metrów   | 4. miejsce  | 4:19,02   |
| 2009 | Mistrzostwa panamerykańskie juniorów  | Port-of-Spain | bieg na 1500 metrów   | 1. miejsce  | 4:26,26   |
| 2010 | Mistrzostwa świata juniorów           | Moncton       | bieg na 1500 metrów   | 4. miejsce  | 4:13,95   |
| 2010 | Mistrzostwa świata juniorów           | Moncton       | bieg na 3000 metrów   | 9. miejsce  | 9:15,78   |
| 2012 | Młodzieżowe mistrzostwa NACAC         | Irapuato      | bieg na 1500 metrów   | 1. miejsce  | 4:22,16   |
| 2013 | Mistrzostwa świata                    | Moskwa        | bieg na 10 000 metrów | 12. miejsce | 32:17,63  |

## Rekordy życiowe
- Bieg na 1500 metrów (stadion) – 4:07,70 (2014)
- Bieg na 1500 metrów (hala) – 4:07,93+ (2015)
- Bieg na 3000 metrów – 8:46,89 (2013)
- Bieg na 5000 metrów – 15:28,56 (2014)
- Bieg na 10 000 metrów – 31:39,67 (2014)